# Voncq
 Voncq  es una población y comuna francesa, en la región de Champaña-Ardenas, departamento de Ardenas, en el distrito de Vouziers y cantón de Attigny.
Está integrada en la Communauté de communes des Crêtes Préardennaises.
La fiesta local es el segundo domingo de agosto.

## Demografía
| 377 | 334 | 296 | 245 | 223 | 238 |
| Para los censos de 1962 a 1999 la población legal corresponde a la población sin duplicidades (Fuente: INSEE [Consultar]) |     |     |     |     |     |

## Lugares y monumentos
- Iglesia románica (monumento histórico)
- Castillo de la Brouille
- Antigua estación de Voncq, que frecuentó Arthur Rimbaud.